# 프로젝트 V150

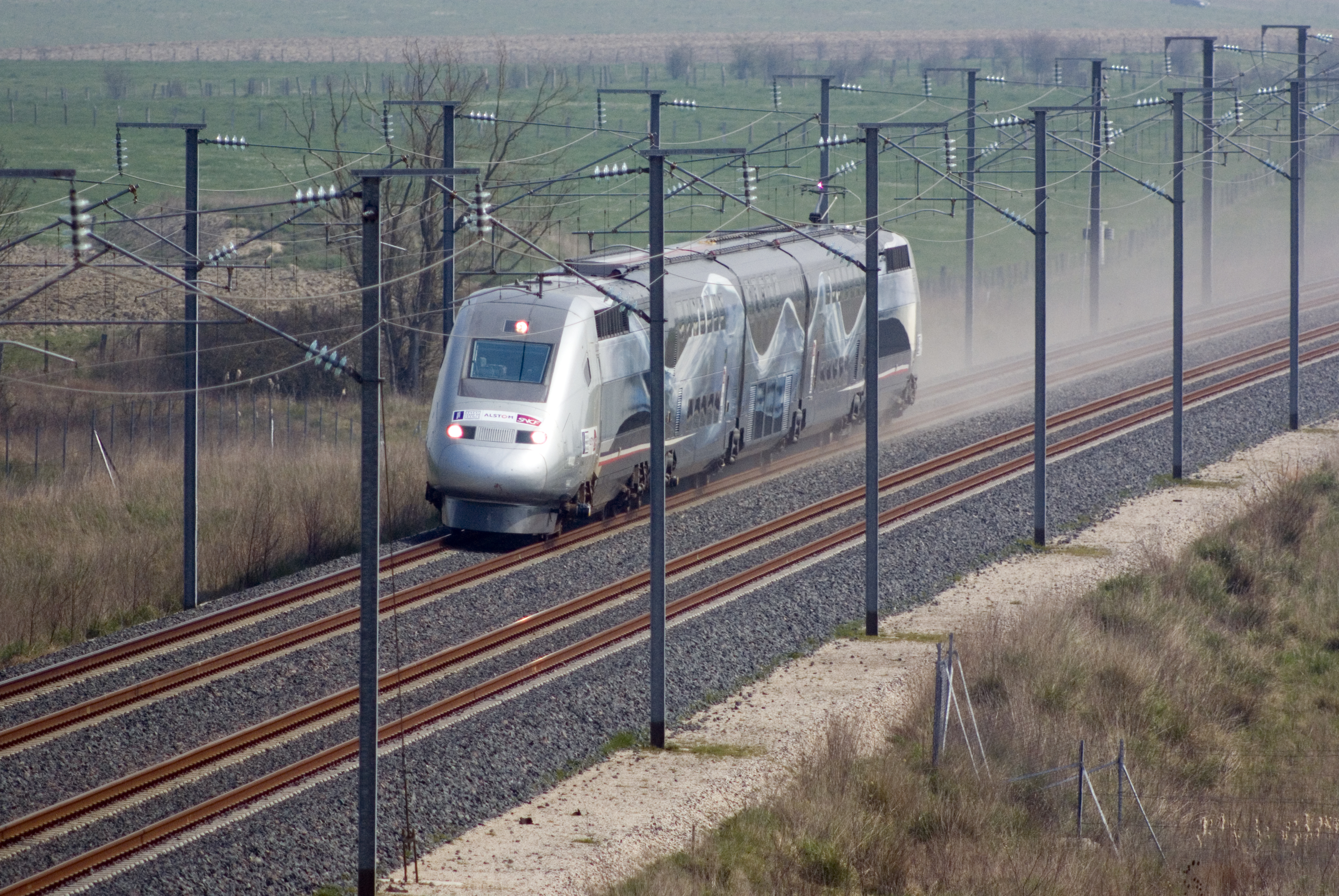
프로젝트 V150

프로젝트 V150(프랑스어: Project V150)은 2007년 4월 3일, 4402호 선두차와 SNCF TGV 듀플렉스 3량의 객차를 가지고 최고 영업 속도 574.8km/h를 기록하여 세계 최고 기록을 수립했다. 같은 해 2월에 비공개 시범 운행에서 최고 영업 속도 554.3km를 수립한 바 있다.

## 같이 보기
- TGV